# Bacha bazi
 (novembre 2021).

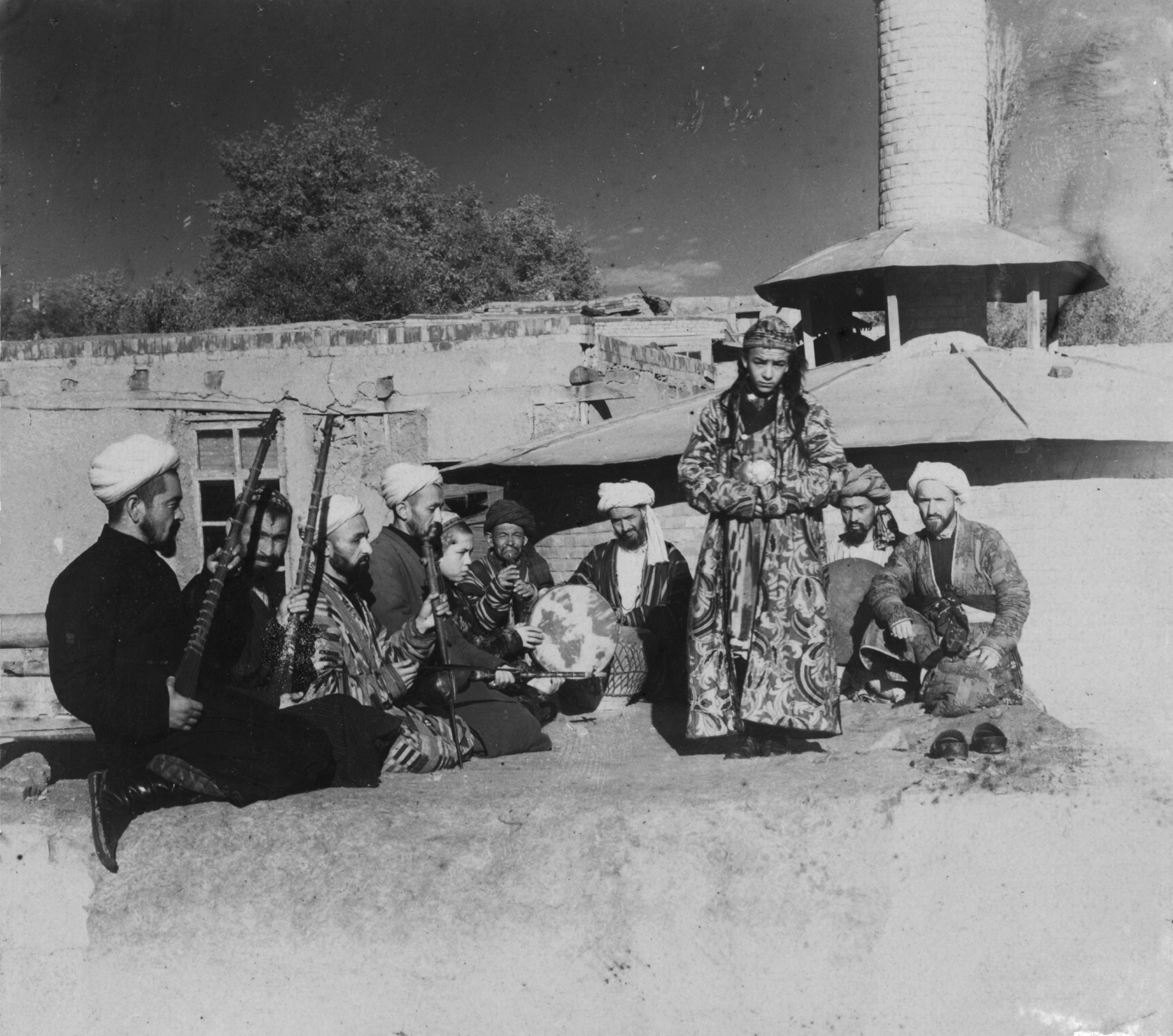
Batcha habillé en femme avec un orchestre à Samarcande entre 1905 et 1915.

Le bacha bazi, ou batcha bazi (bača bāzī, dari بچه بازی, littéralement « jouer avec les garçons »), également connu sous le nom de baccha ou bača beriš (garçon imberbe), est une sorte d'esclavage sexuel, sous la forme de prostitution de garçons pré-pubères et d'adolescents vendus à des hommes riches ou puissants et le plus souvent mariés pour servir de danseurs au cours de spectacles offerts à leurs affidés, ou dansant à des cérémonies de mariage, les hommes étant toujours strictement séparés des femmes qui se trouvent dans d'autres salles. 
Ces garçons doivent également assouvir les désirs sexuels de leur maître. Cette coutume prospère en Afghanistan où de nombreux hommes en possèdent comme symbole de leur statut social,. Certains des adolescents concernés déclarent avoir des relations sexuelles forcées (viol). Les autorités tentent de réprimer cette pratique, mais beaucoup doutent que ces efforts soient efficaces car la plupart des hommes pratiquant le bacha bazi sont puissants, bien armés, et sont même parfois d'anciens commandants militaires ou policiers.
La pratique est illégale en vertu de la loi afghane, étant « à la fois contre la charia et contre le code civil », mais les lois sont rarement appliquées contre les délinquants puissants,. 

## Histoire

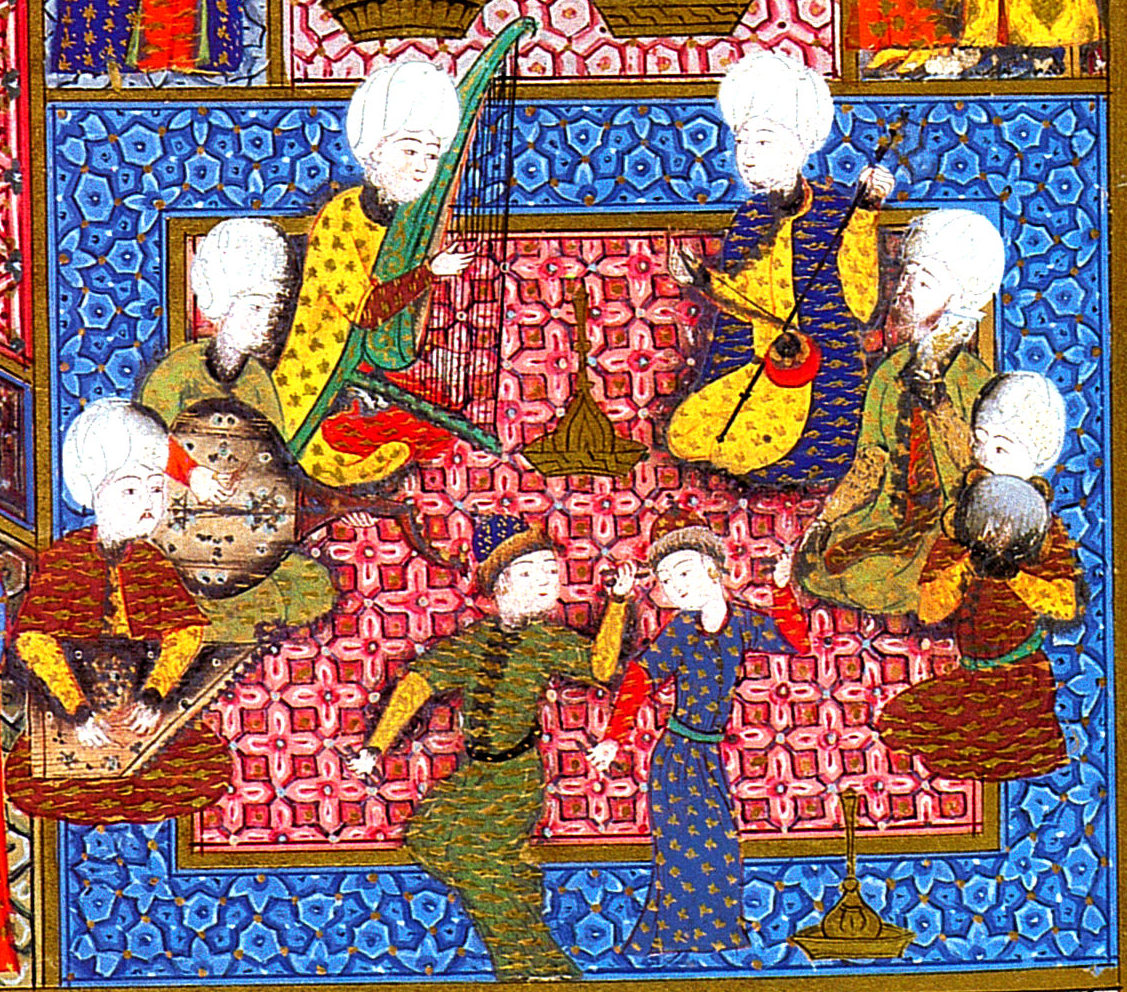
Jeunes köçeks (imberbes) au centre et musiciens, v. 1530.

La pratique du bača bāzī est une forme de pédérastie qui est répandue en Asie centrale depuis les temps anciens.

Plus fréquente jadis qu'à l'heure actuelle, surtout dans les régions du nord de l'Afghanistan et les régions pachtounes de l'Afghanistan et du Pakistan, cette pratique a décliné dans les grandes villes après la Première Guerre mondiale, pour des raisons que l'historien de la danse Anthony Shay décrit. Selon lui, « la pruderie victorienne et la réprobation des puissances coloniales comme les Russes, les Britanniques et les Français, ainsi que les élites post-coloniales qui avaient absorbé les valeurs coloniales occidentales » expliquent le déclin de cette coutume.

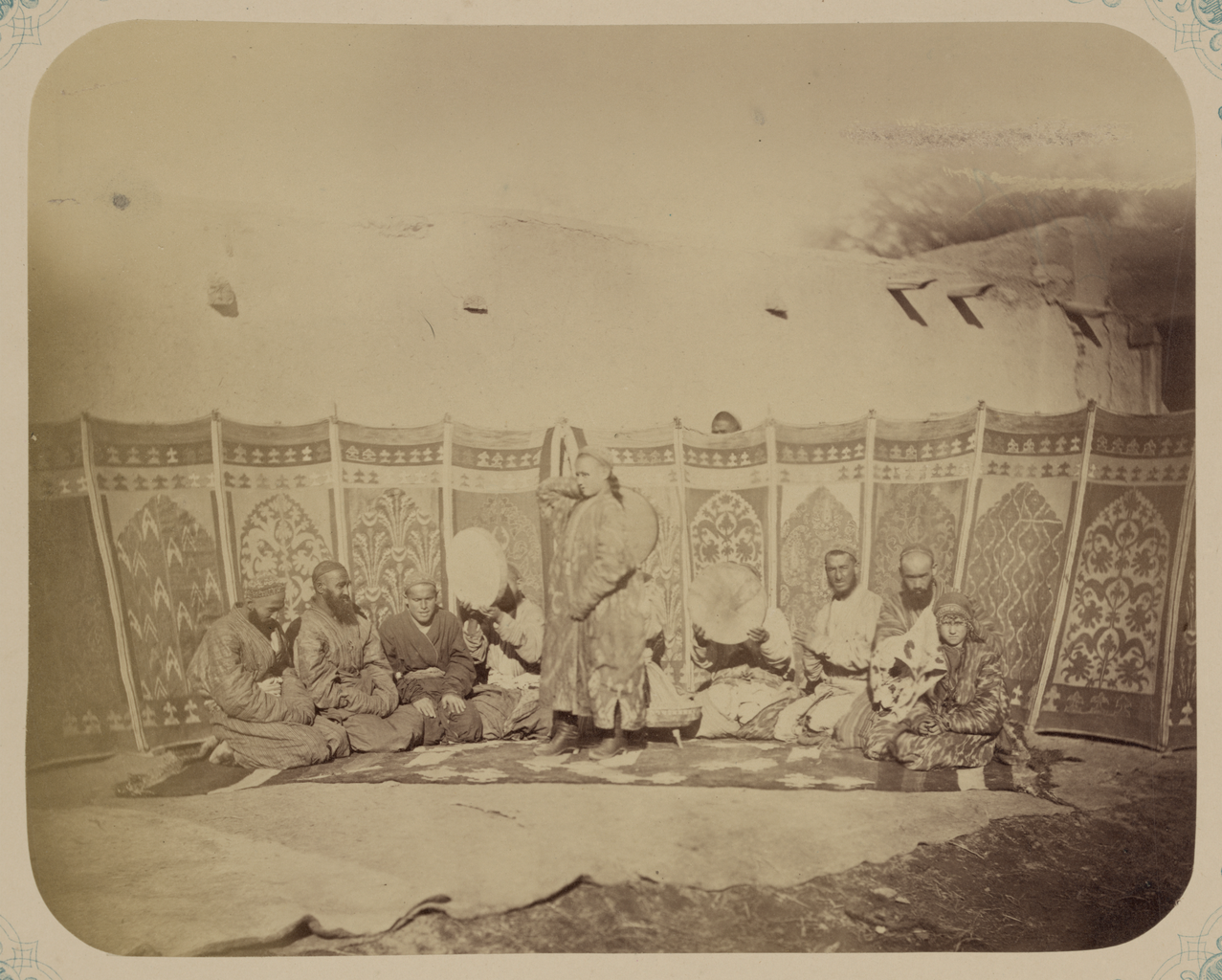
Musiciens posant avec leurs batchas.

Un certain nombre de voyageurs occidentaux en Asie centrale ont fait état du phénomène de la bača. En visite au Turkestan de 1872 à 1873, le diplomate américain Eugene Schuyler observe que « des jeunes garçons et des adolescents spécialement formés prennent ici la place qu'ont les danseuses dans d'autres pays. Les mœurs de la société de l'Asie centrale sont à peine touchées par la modernité. » Il est d'avis que ces danses « sont loin d'être indécentes, mais [qu'] elles sont souvent très lascives. » À cette époque, il y avait déjà des signes de désapprobation officielle de cette pratique. Schuyler ajoute que :

« Ces batchas, ou danseurs, sont une institution reconnue dans l'ensemble des parties habitées de l'Asie centrale, mais ils sont le plus en vogue à Boukhara et à Samarcande. Dans le Khanat de Kokand, les danses publiques ont depuis quelques années été interdites, le Khan ayant décidé d'imposer un semblant de moralité et de sévérité. À Tachkent, les batchas ont prospéré jusqu'en 1872, quand une grave épidémie de choléra a été à l'origine de la décision des mollahs de déclarer que la danse était à l'encontre des préceptes du Coran, et, à la demande des dirigeants de la population indigène, les autorités russes ont interdit les danses publiques au cours de l'été. »

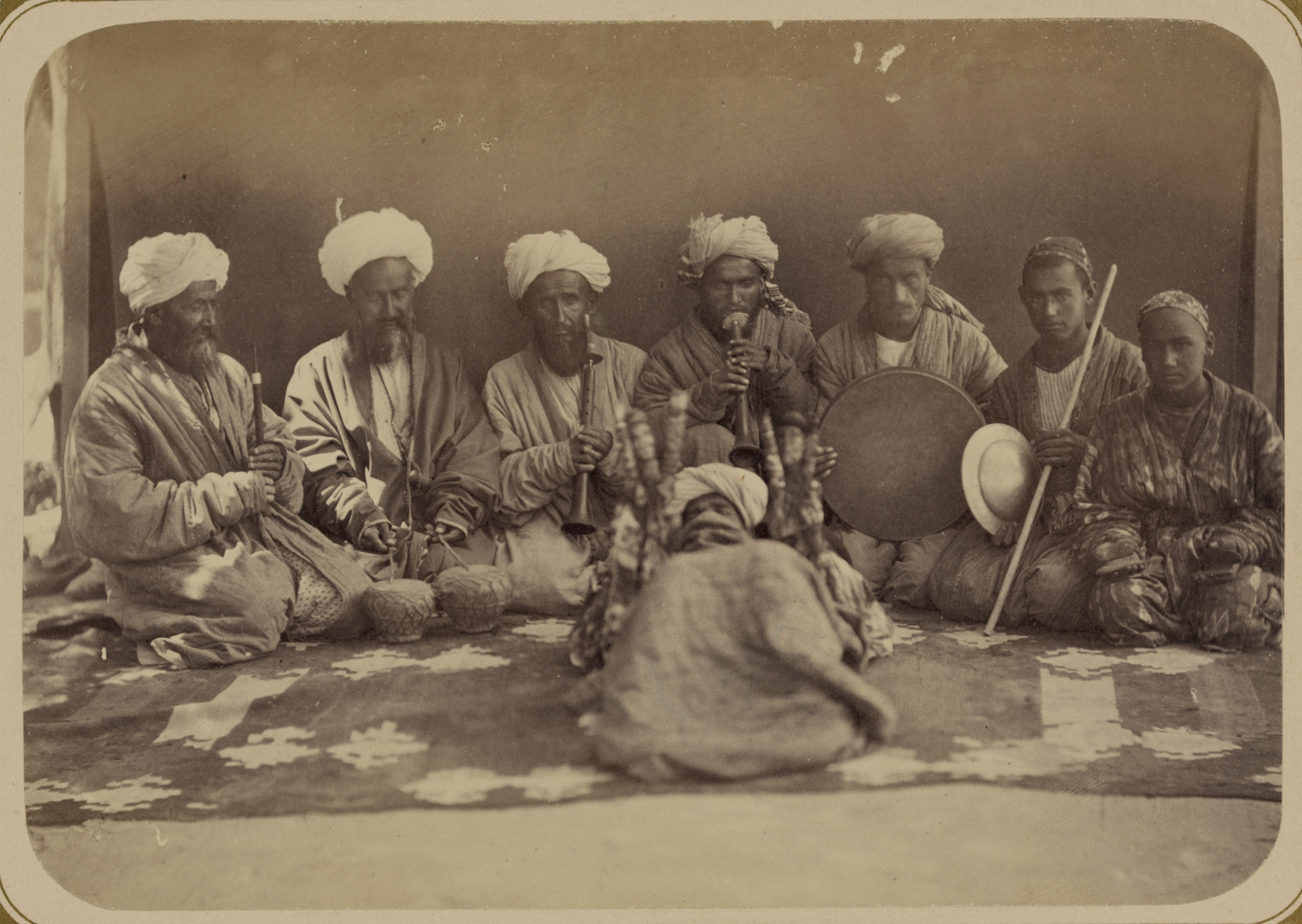
Orchestre au Turkestan russe avec un batcha dans les années 1870.

Schuyler fait remarquer que l'interdiction avait duré à peine un an. Il décrit en outre les marques de respect et d'affection que les danseurs reçoivent :

« Ces batchas sont autant respectés que les plus grands chanteurs et artistes le sont chez nous. Chaque mouvement qu'ils font est suivi et applaudi, et je n'ai jamais vu un tel intérêt, à bout de souffle comme ils excitent toute la foule d'hommes qui semblent les dévorer de leurs yeux, tandis qu'ils battent la mesure des mains à chaque séquence. Si un batcha condescend à offrir à un homme un bol de thé, le bénéficiaire l'emporte avec une profonde révérence, et retourne le bol vide de la même manière, s'adressant à lui seul en tant que Taxir, “Votre Majesté”, ou Kulluk, “Je suis votre esclave”. Lorsqu'un batcha traverse le bazar, tous ceux qui savent qui il est se lèvent pour le saluer avec la main sur le cœur, et l'exclamation de Kulluk ! S'il daigne s'arrêter et se reposer dans quelque magasin, on y voit un grand honneur. »

Il signale également qu'un riche mécène pouvait aider à s'établir dans une activité son danseur préféré, après que celui-ci fut devenu trop vieux pour exercer sa profession de bača. On ne signale pas si cela était fréquent.

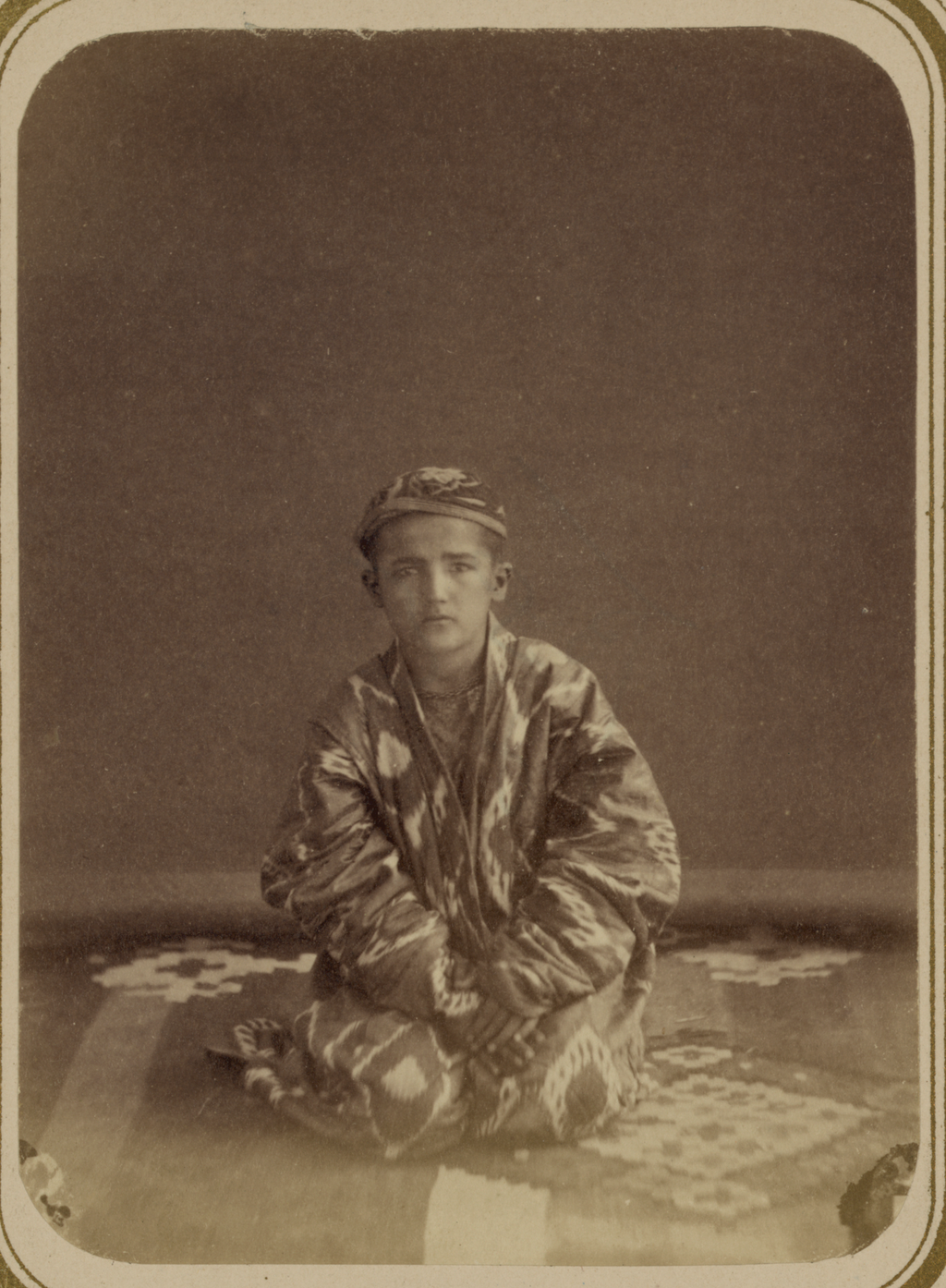
Batcha au Turkestan russe dans les années 1870.

Constantin Constantinovitch von Pahlen, au cours de ses voyages dans la région en 1908 et 1909, décrit ainsi ces danses :

« Des coussins et des carpettes furent installés, sur lesquels nous nous allongeâmes avec reconnaissance. De grands tapis furent étendus dans la cour et les indigènes allumèrent leurs narguilés, nous les offrant poliment. C'est alors que Khivan, célèbre bachehs, fit son entrée. Derrière la scène, un orchestre principalement composé de flûtes de jumeau, de tambours de bouilloire et d'une demi-douzaine de trompettes d'argent à taille d'homme avait pris position. En face de nous, une porte laissée entrouverte conduisait au harem  [espace réservé aux esclaves]. L'orchestre commença alors avec une curieuse mélodie plaintive, le rythme étant repris et souligné par les timbales, et quatre bachehs prirent leurs positions sur le tapis. Les bachehs sont de jeunes garçons spécialement formés pour effectuer un ensemble particulier de danses. Pieds nus, vêtus comme des femmes, en longues blouses de soie aux couleurs vives qui atteignent le dessous de leurs genoux, les pantalons étroits bien serrés autour des chevilles, les bras et les mains brillant de bagues et de bracelets. Ils portent les cheveux longs, arrivant en dessous des épaules, bien que la partie avant de la tête soit rasée de près. Les ongles des mains et des pieds sont peints en rouge, les sourcils sont noir de jais. Les danses se composent de contorsions sensuelles du corps et de stimulations rythmiques de long en large, les mains et les bras levés dans un mouvement tremblant. Le nombre de danseurs augmenta ensuite, le cercle grandit en taille, la musique devint plus aiguë et perçante, tandis que les yeux des spectateurs indigènes brillaient d'admiration et que les bachehs entonnaient une mélodie perçante, dans le tempo sans cesse croissant de la musique. Le prince héritier expliqua qu'ils chantaient l'amour et la beauté des femmes. Ensuite les danseurs effectuèrent des mouvements plus rapides empreints d'une grande émotion, jusqu'à ce qu'ils se jettent à terre, comme épuisés et grisés par l'amour. Ils furent suivis par d'autres, qui dansèrent selon le même thème. »

En 1909, deux bačas furent présentés parmi les artistes à l'Exposition agricole centrale, industrielle et scientifique asiatique de Tachkent en Ouzbékistan. Notant l'intérêt constant du public pour ce genre de spectacle, plusieurs chercheurs situés localement transcrivirent les paroles de chansons interprétées par deux garçons (Haǧī-bača, 16 ans, et Sayyid-bača, 10 ans). Ces chansons furent publiées en « langue sart » (ouzbek) et il y eut des traductions en russe.
À l'époque des talibans (1994-2001), la pratique de bača bāzī était considérée comme homosexuelle et donc interdite car contraire à la loi islamique. Avoir des relations sexuelles avec des adolescents figurait une pratique de la sodomie et ainsi était passible de la peine de mort. Toutefois, en 2019, les Talibans restent dénoncés par le Conseil de sécurité des Nations unies pour leurs « tendances et constantes des violations graves commises contre des enfants » dans le conflit sévissant dans leur pays.
Une étude menée en 2011 par Ingeborg Baldauf au Pakistan impliquant quatre garçons a permis de trouver des similitudes et des différences entre la pratique au Pakistan et celles observées en Ouzbékistan dans les années 1970.
En 2010, le documentariste Rustam Qobil assiste en Afghanistan à des spectacles de bacha bazi où la drogue circule et interviewe un jeune adolescent déguisé avec une robe de femme et portant de faux seins pour danser puis suivre son maître et éventuellement ses invités à leur hôtel, obligés de se soumettre à cette pratique pour nourrir sa famille indigente depuis qu'il a 10 ans, dans un pays où la pauvreté est un fléau auquel s'ajoute celui des enfants des rues. Il recueille également le témoignage d'un propriétaire (ni fortuné ni puissant) de trois bachas âgés de 15 à 18 ans, fier de son « passe-temps » face à des autorités impuissantes ou complices.
L'Office français de protection des réfugiés et apatrides (OFPRA) considère en 2016 que la tradition persistante du bacha bazi encouragée par le déni ou la complicité des autorités afghanes relève de l'esclavage sexuel pédophile.
Une enquête du Pentagone révèle en 2017 que les soldats américains servant en Afghanistan qui dénonçaient le bacha bazi à leurs officiers (conformément à une loi interdisant l'aide américaine à des unités étrangères coupables de certaines pratiques) ne récoltaient qu'un haussement d'épaules.
En 2019, le Conseil de sécurité des Nations unies publie un (quatrième) rapport sur le sort des enfants dans le conflit armé en Afghanistan entre le 1er janvier 2015 et le 31 décembre 2018. Il y dénonce notamment l'attaque à l'intégrité physique des enfants, l'utilisation des enfants-soldats, les cas de violence sexuelle commise contre eux mais également des faits confirmés de batcha bazi, soit la « pratique d’exploitation de garçons à des fins de divertissement par des hommes riches ou puissants, en particulier de danse et d’actes sexuels. À titre d’exemple, dans la province de Takhar, un garçon a été détenu dans ce cadre pendant environ un an par plusieurs commandants armés, y compris de la Police nationale afghane. En février 2018, un mandat d’arrêt a été délivré à l’encontre des coupables présumés. Cependant, à la date du présent rapport, aucune arrestation n’avait été opérée. D’après une étude menée par la MANUA d’octobre 2016 à décembre 2017, l’utilisation de garçons à des fins de violence et d’exploitation sexuelles, y compris dans le cadre du batcha bazi, par les parties au conflit, serait courante et répandue, d’après des habitants interrogés dans toutes les régions de l’Afghanistan. Bien que cette pratique ait été érigée en infraction dans le Code pénal révisé, amener les responsables à répondre de leurs actes n’est pas une tâche aisée. En raison de l’implication d’hommes puissants et de sensibilités culturelles, l’impunité est répandue et les victimes sont stigmatisées et mises au ban de la société. À la date du présent rapport, l’équipe spéciale n’avait pas vent de poursuites ou de condamnations liées au batcha bazi, bien que, dans certains cas, des mandats d’arrêt aient été délivrés et que les faits aient donné lieu à des poursuites au même titre que d’autres infractions prévues par le Code pénal, telles que l’enlèvement ».

Le représentant spécial de l'ONU du secrétaire général pour les enfants et les conflits armés signale en 2009 : 

« Il est temps de s'attaquer ouvertement à cette pratique et d'y mettre un terme. Les chefs religieux en Afghanistan ont fait appel à moi pour les aider dans la lutte contre ces activités. Des lois devraient être adoptées, des campagnes devraient être menées et les auteurs devraient être tenus responsables et punis. Les garçons, comme les filles, doivent être protégés de manière qu'ils soient autorisés à bénéficier de tous les avantages d'une enfance sans aucune forme d'exploitation. »

Cependant, Nazir Alimy, délégué missionné par l'UNICEF, explique dans son rapport qu’il « ne peut pas nommer [les acheteurs de bacha bazi] parce [qu’il] tient à [sa] vie ».

## Biblio-filmographie
- Le journaliste afghan (en) Najibullah Quraishi a réalisé un documentaire sur cette pratique qui est intitulé (en) La Danse des garçons afghans. Ce film a été projeté par la Royal Society of Arts le 29 mars 2010[20] et diffusé par la chaîne de télévision américaine PBS Frontline le 20 avril 2010[3], et en France, en septembre 2010 et 2012. Il est audible sur la plateforme documentaire de la BBC[21]. Le journaliste Nicholas Graham a salué ce documentaire comme étant « à la fois fascinant et terrifiant »[22].
- Les Cerfs-volants de Kaboul (The Kite Runner), premier roman de l'Américain d'origine afghane Khaled Hosseini, est paru en 2003 aux États-Unis[23] et a été adapté au cinéma. La pratique du bača bāzī est représentée aussi bien dans le roman que dans le film. Dans l'intrigue, le protagoniste est forcé de devenir un garçon danseur et l'esclave sexuel d'un fonctionnaire de haut rang du gouvernement taliban, qui a aussi, des années plus tôt, violé le père du garçon quand les deux étaient jeunes adolescents.
- En 2013, dans le roman Sauve-qui-peut à Kaboul, tome 2, 199e tome des aventures de SAS, Gérard de Villiers décrit une scène de bacha bazi impliquant de puissants trafiquants afghans et un personnage sud-africain (Nelson Berry).
- En 2015, Au bruit des clochettes, court-métrage de la réalisatrice française d'origine afghane, Chabname Zariab (auteur du livre La Pianiste afghane), raconte l'histoire de Saman, un jeune batcha qui deviendra bientôt majeur et qui se trouve chargé d'apprendre à danser à un jeune garçon récemment acheté par son maître. Par souci de sécurité, le film a dû être tourné en Tunisie[24],[25].
- En Italie, en septembre 2024, le roman Il bambino che danzava con le farfalle (« L'Enfant qui dansait avec les papillons ») de Demetrio Baffa Trasci Amalfitani inspiré de la figure du bacha bazi a remporté le premier prix du concours littéraire « Valerio Gentile »[26].